# Morchella ambigua
Espèce
Morchella ambigua est une espèce de champignons comestibles de la famille des Morchellaceae (ordre des Pezizales).

## Comestibilité
Excellent comestible